# Fasil Ghebbi
Fasil Ghebbi ist eine Festungsstadt in der Region Gonder in Äthiopien und gehört zum UNESCO-Weltkulturerbe.
Im 17. Jahrhundert war die Stadt Residenz des äthiopischen Kaisers Fasilidas, der hier eine Residenz für die Regenzeit erbaute. Seine Nachfolger bauten Stadt und Palast weiter aus.

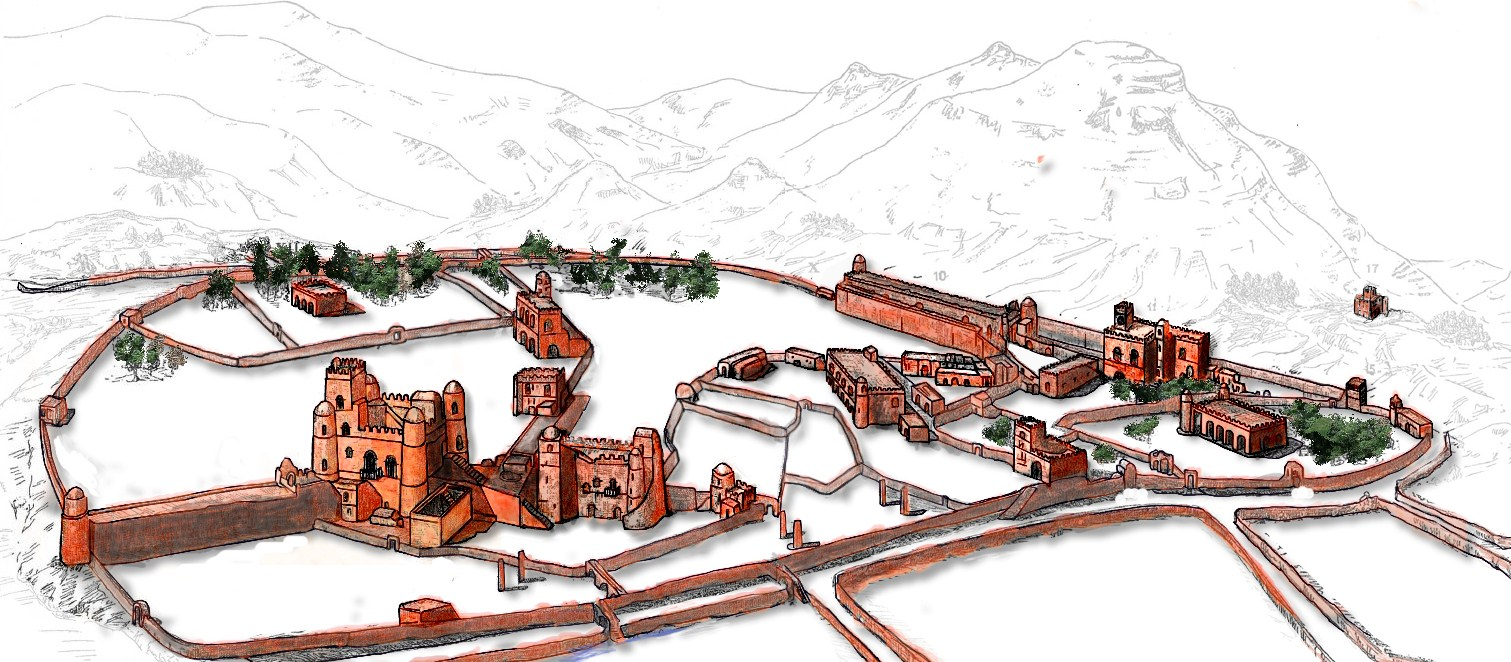
Plan von Fasil Gebi

Die Stadt liegt auf einer Höhe von 2208 m und ist von einer 900 m langen Festungsmauer umgeben. Sie umfasst Paläste, Kirchen, Klöster und weitere öffentliche sowie private Gebäude.
Die Architektur zeigt hinduistische und arabische Einflüsse, später auch durch jesuitische Missionare eingebrachte Elemente des Barock.
Nachdem die Hauptstadt in der Mitte des 19. Jahrhunderts nach Debre Tabor verlegt wurde, wurde die Fasil Ghebbi 1881 durch einen Angriff von Anhängern des Mahdi und 1941 durch britische Luftangriffe beschädigt.

## Bestandteile der Festungsstadt
Der Komplex historischer Bauten besteht aus:
- dem zuerst errichtete Palast des  Fasilides,
- der Kanzlei und der Bibliothek seines Sohnes  Yohannes I. (Herrscher von 1667 bis 1682),
- dem Schloss der Mentouab, seiner Gattin,
- dem Palast des Iyasu I.  (Negus von 1682 bis 1706), Sohn des Yohannes und der Mentouab,
- dem Palast David III, der von 1716 bis 1721 regierte,
- der Bankettsaal des Asma Sagad, Halbbruder Davids, der ihm von 1721 bis 1730 nachfolgte,
- sowie drei Kirchen: Sesame Quddus Mikael, Elfign Giyorgis und Gem Jabet Mariyam.

## Galerie

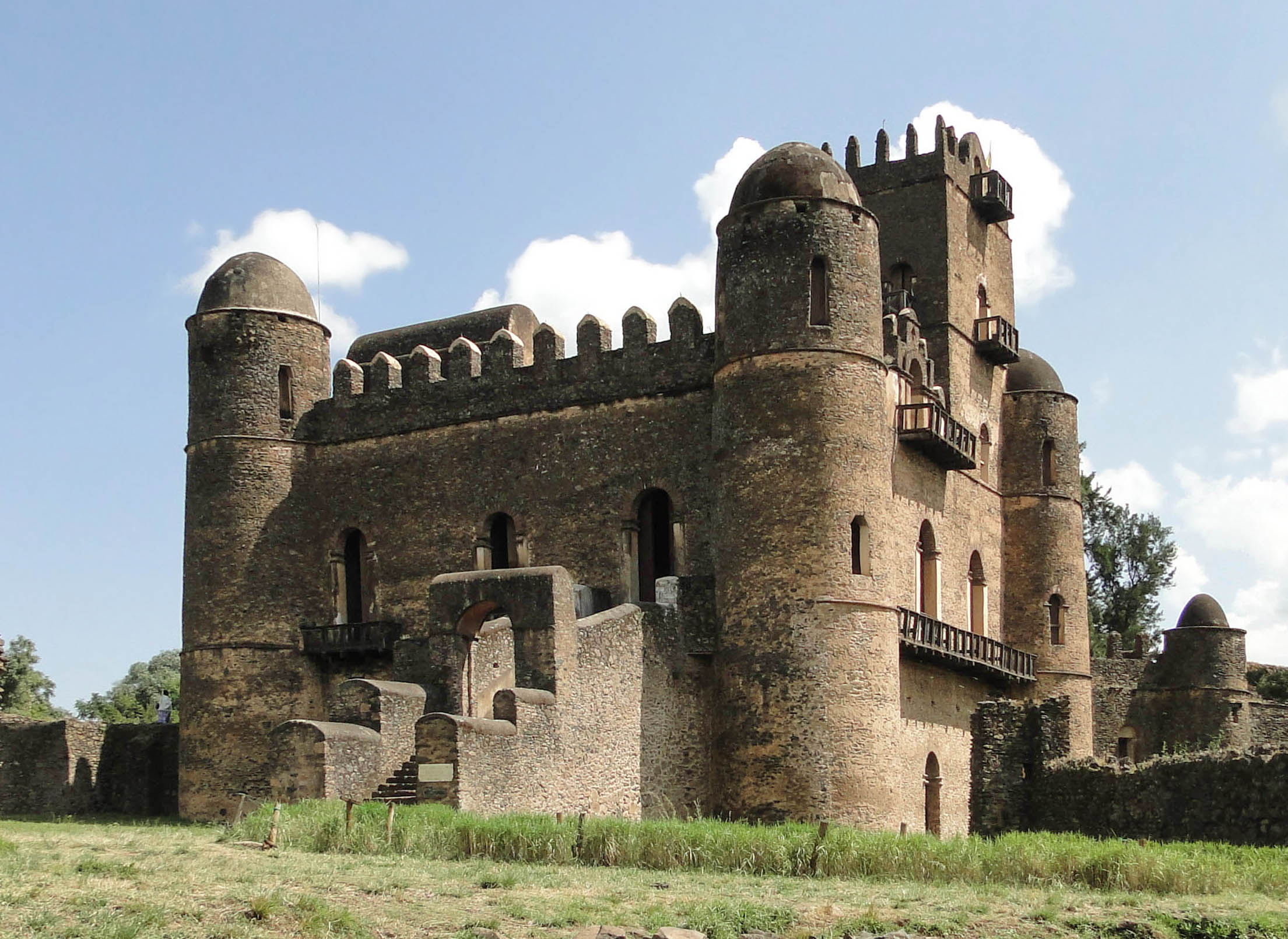
Palast des Fasilides
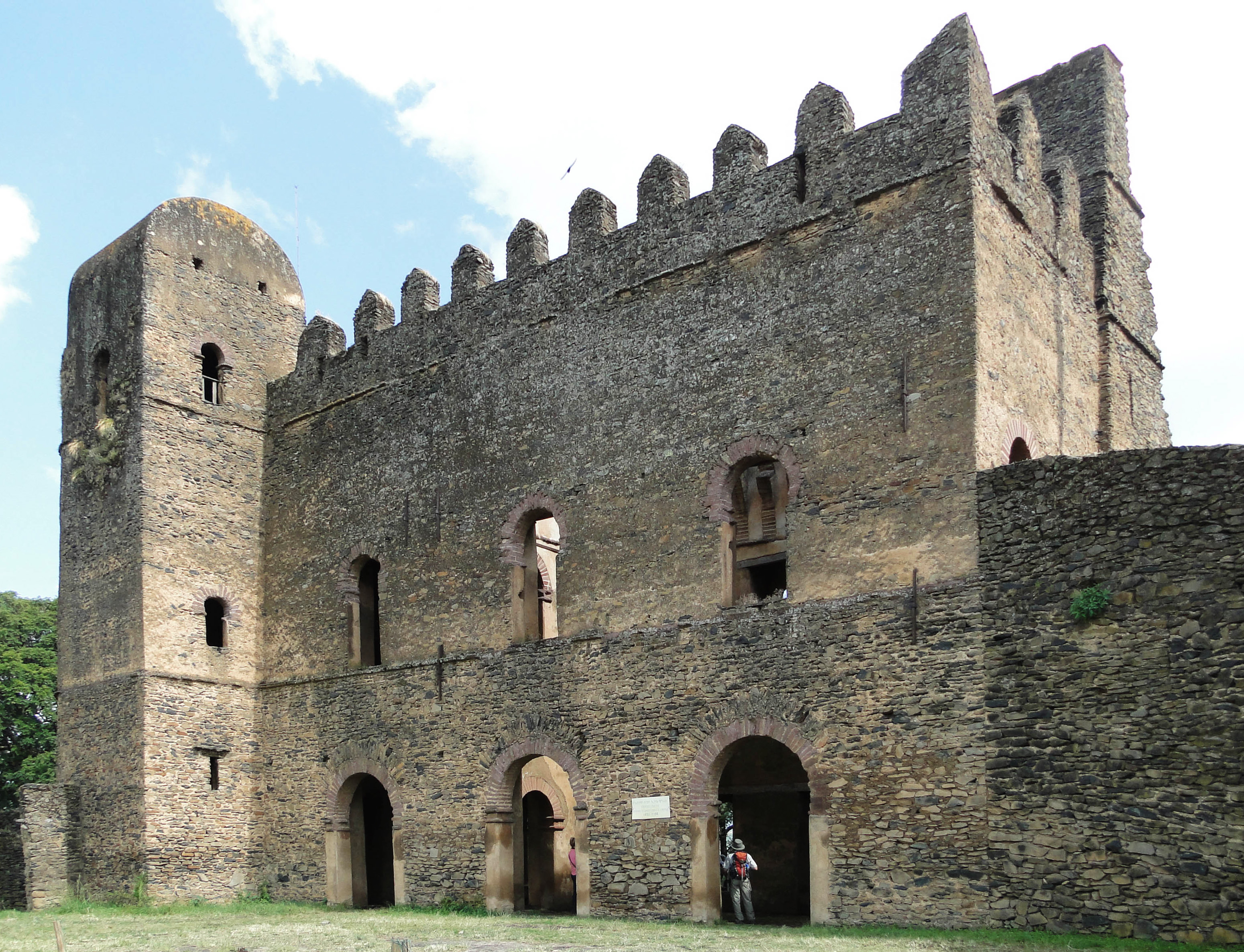
Palast von Iyasu I.
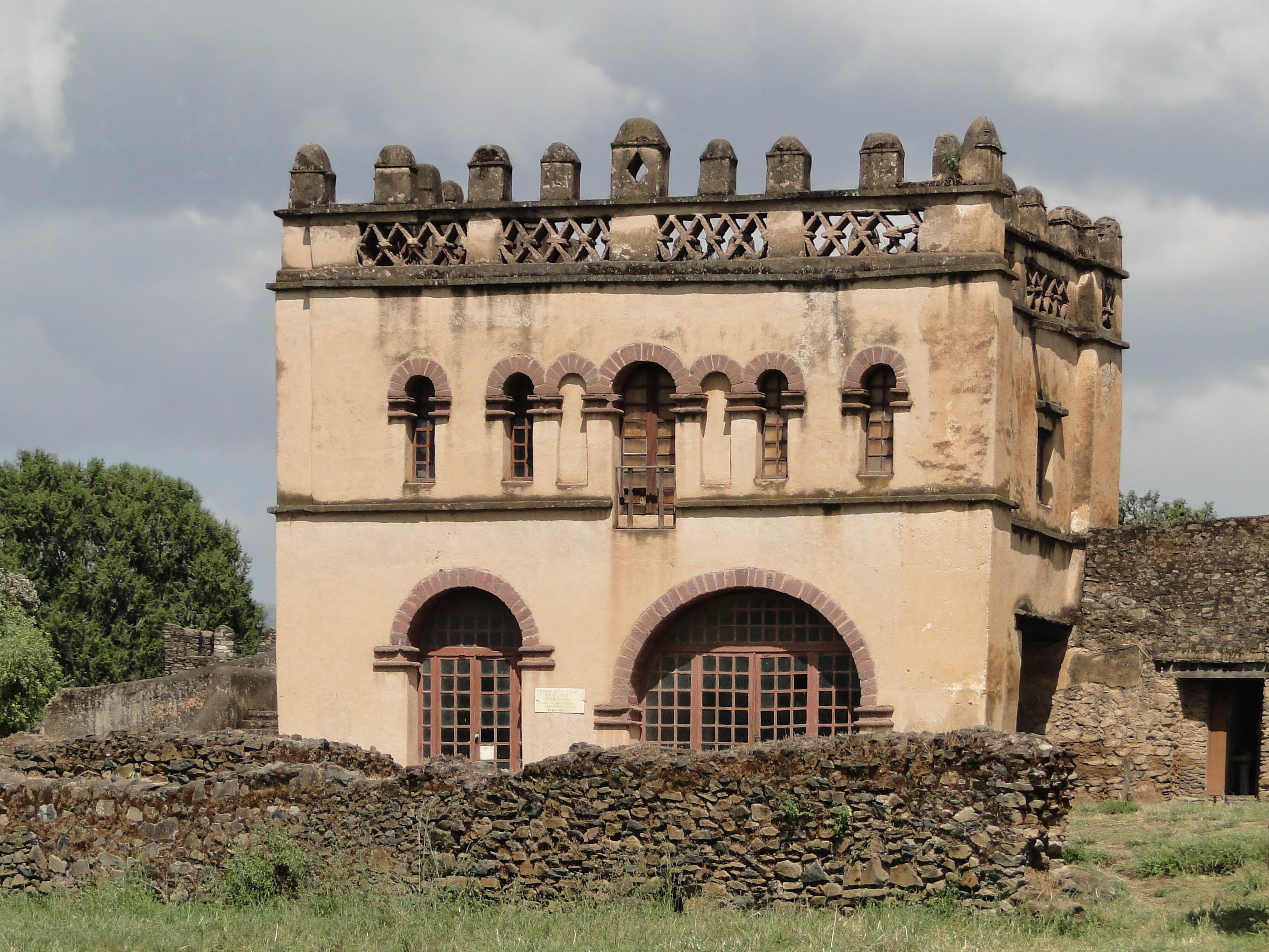
Bibliothek von Yohannes I.
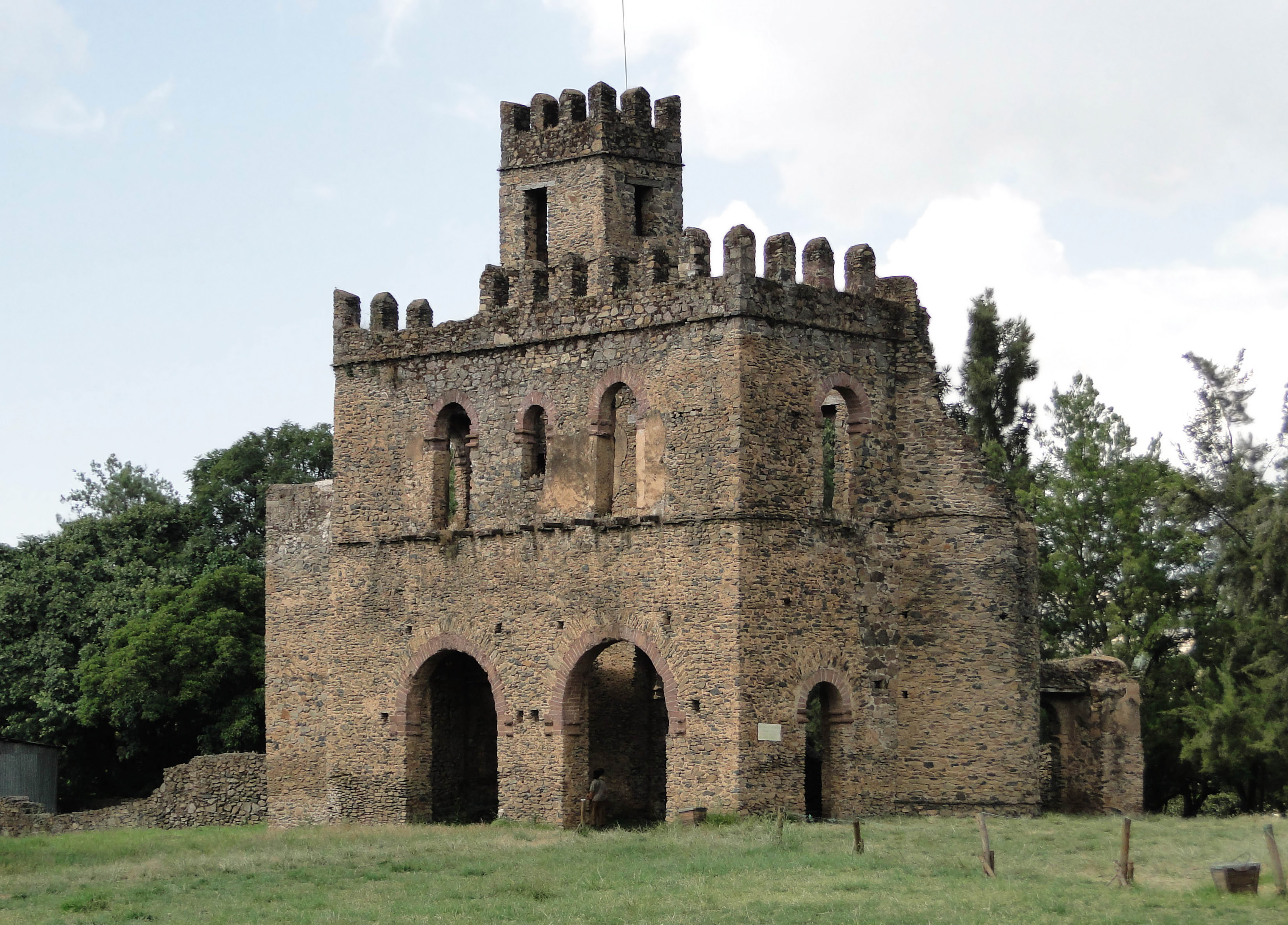
Kanzlei von Yohannes I.
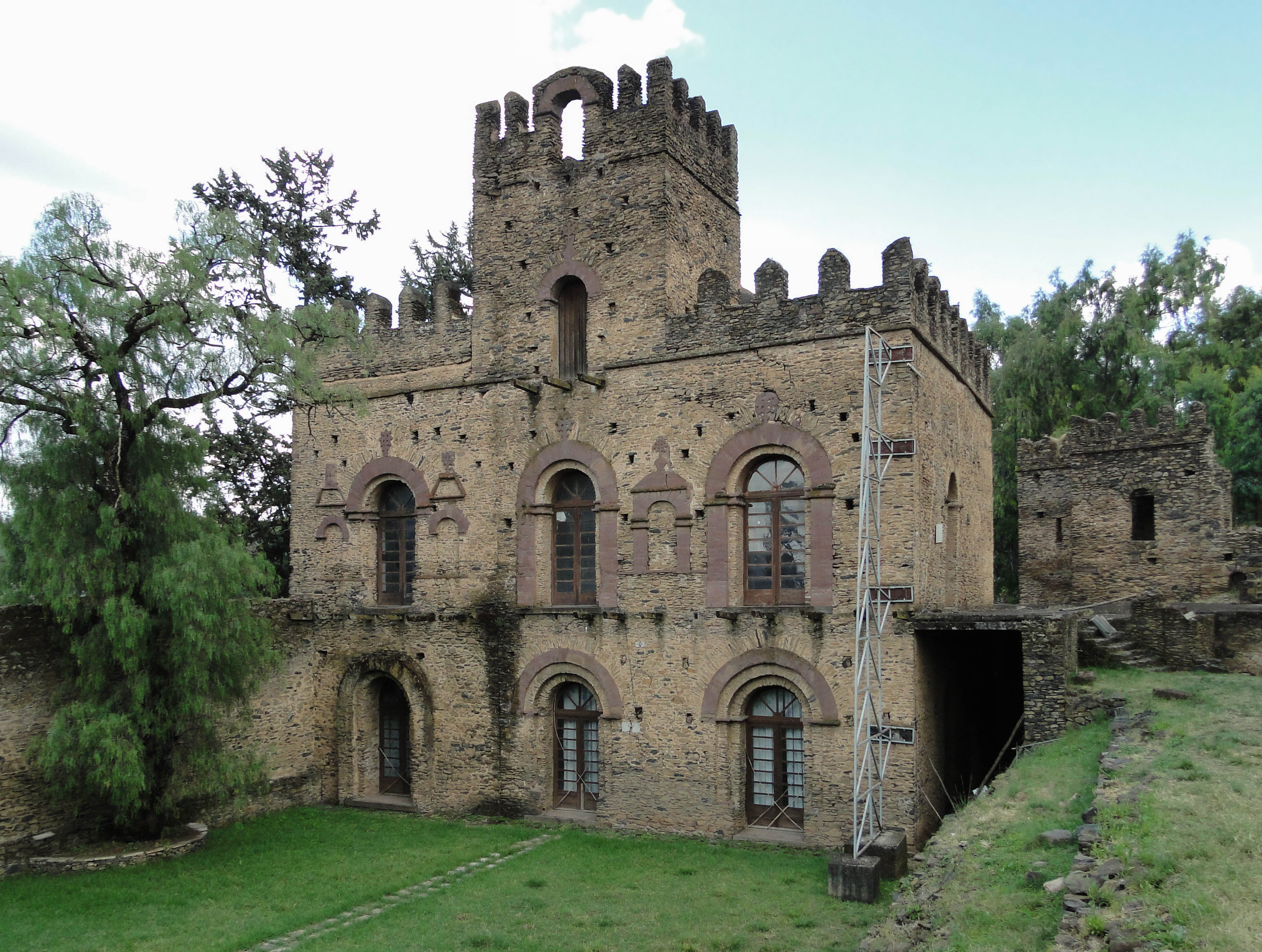
Palast der Königin Mentouab
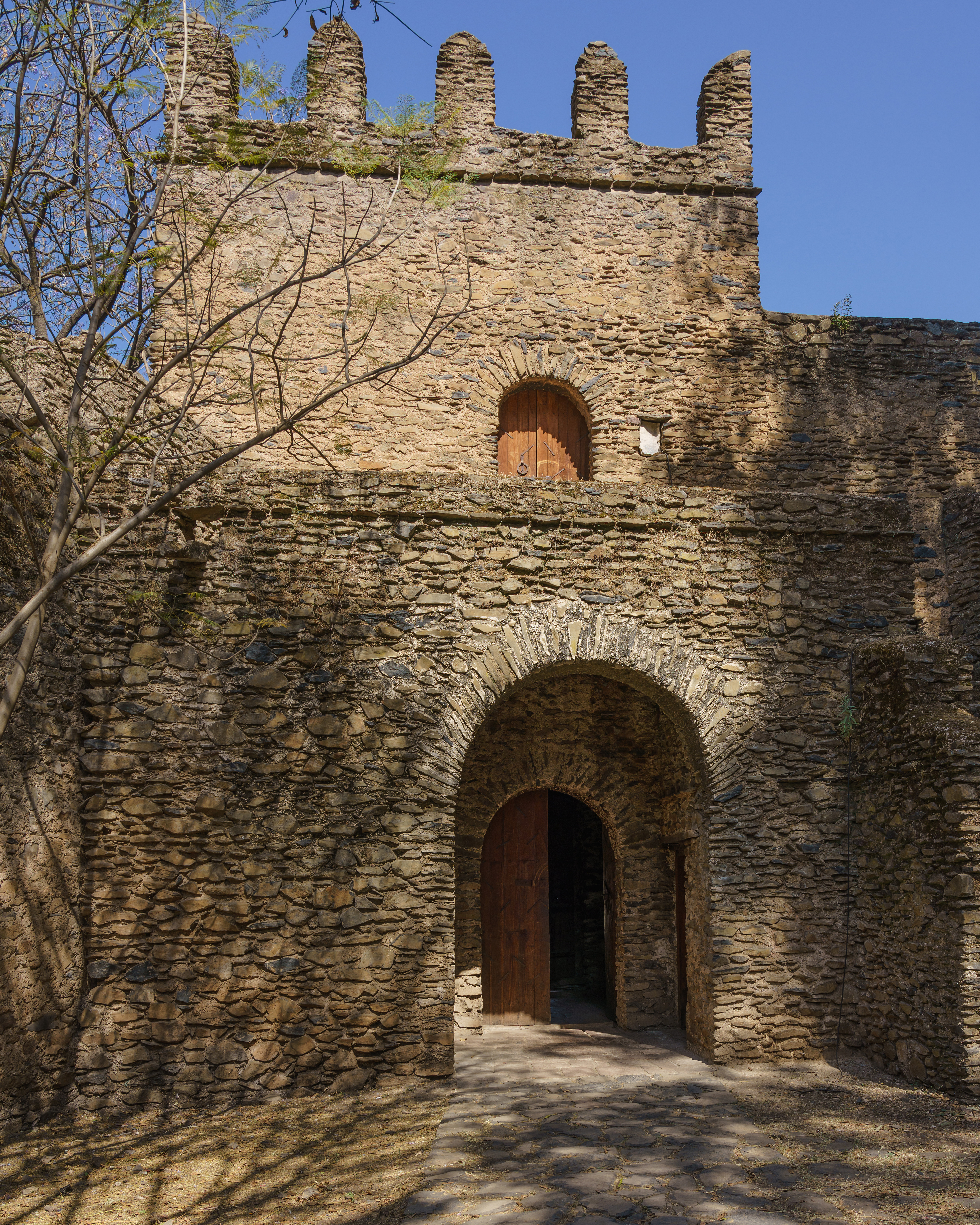
Pforte des Kommandanten der Kavallerie
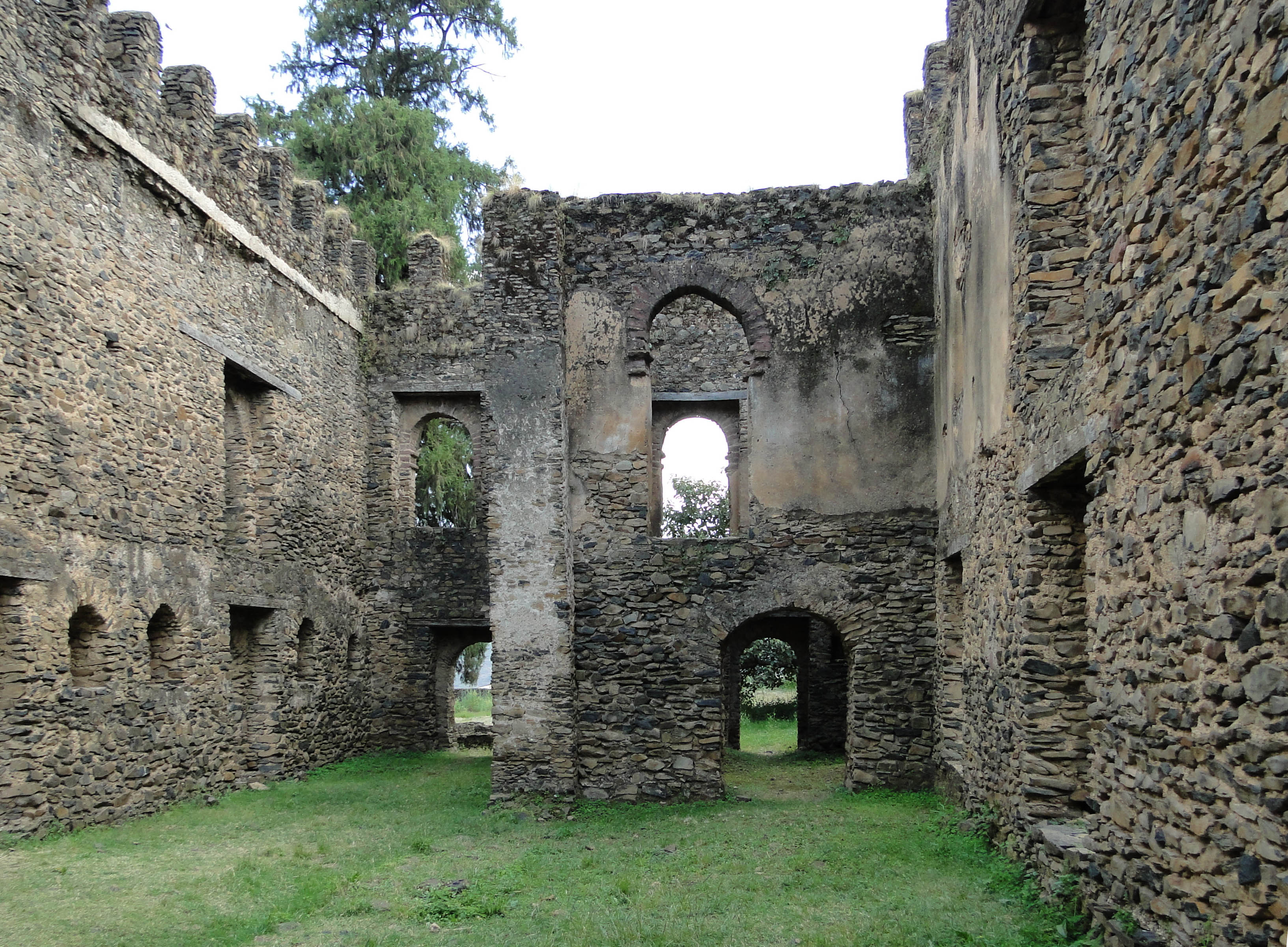
Festsaal des Asma Sagad
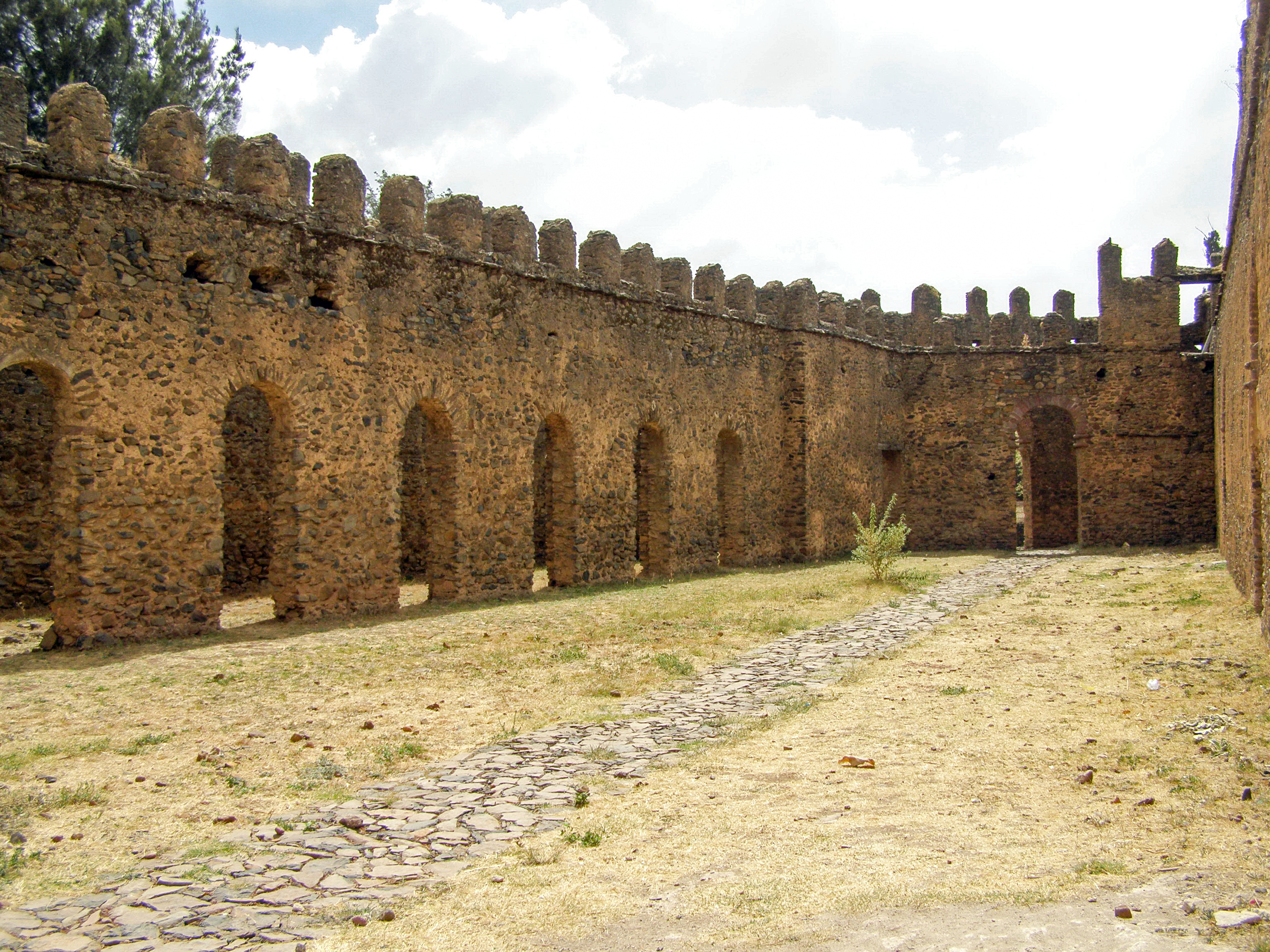
Der königliche Pferdestall